# Барвінський Борис Федорович
Бори́с Фе́дорович Барві́нський (* 23 жовтня 1888, с. Грищинці, Черкаська область — † 4 січня 1980, США) — український військовик, підполковник Армії УНР (генерал-хорунжий на еміграції).

## Життєпис

В однострої шуцманшафту (до служби в дивізії «Галичина»)

Народився у сім'ї священика в с. Грищинці Канівського повіту Київської губернії.
Закінчив духовну семінарію, 1-шу Київську школу прапорщиків (1915), школу ротних командирів Західного фронту (м.Вілейка, Білорусь). Під час Першої світової війни дістав контузію.
У травні 1917 в званні поручника 225-го Лівнинського піхотного полку перевівся до 1-го Українського козачого полку ім.гетьмана Богдана Хмельницького, де командував 12-ю сотнею. Штабс-капітан з червня 1917.
З 4 січня 1918 — командир Робітничого полку Вільного Козацтва у Києві. Полк протистояв наступу червоноармійців Муравйова на Київ.
З березня 1918 — військовий комендант Дніпровського повіту Таврійської губернії. У 2-й половині листопада 1918 — помічник губернського коменданта Київщини. З липня 1919 — помічник командира 3-го Рекрутського пішого Січового полку Дієвої армії УНР. З листопада 1919 через хворобу приватно мешкав у містечку Вчорайше (Подільська губернія). З 5 червня 1920 — помічник Миколи Чеботаріва, начальника охорони Головного отамана С.Петлюри.
Після поразки Армії УНР разом із штабом охорони Головного отамана інтернований у містечку Александрув-Куявський в Польщі. З кінця 1926 по січень 1928, коли Микола Чеботарів керував роботою секції розвідки і контррозвідки Генерального штабу УНР, Барвінський відповідав там за зв'язок з підпільними організаціями в підрадянській Україні.
З 1928 служив контрактовим офіцером польської армії (15-й піхотний полк у м.Дембліні). Останнє звання у польській армії — підполковник (1935).
У вересні 1939 потрапив до німецького полону, був звільнений у січні 1940 за наполяганням військового міністерства УНР в екзилі. З серпня 1943 був в.о. командира 30-го полку 14-ї дивізії військ СС «Галичина» у ранзі сотника. Невдовзі був усунутий німцями з цієї посади та став командиром батальйону того ж полку. Разом із батальйоном брав участь у боях з Червоною армією під Бродами. З квітня 1945 керував 2-м полком II УД УНА.
Після закінчення Другої світової війни був заступником Михайла Крата, коменданта табору полонених у Белларії (Італія), по тому переведений до 12-го інтернаціонального табору в Ріміні. У червні 1947 українських бранців перевели до таборів у Великій Британії, де вони перебували до звільнення в 1948 році.
З 1950 жив на еміграції у США. Займався громадською роботою, належав до Союзу Бувших Українських Вояків.
Похований на українському православному цвинтарі в м.Саут-Баунд-Брук (Нью-Джерсі).